# Autoritratto (Modigliani)
Autoritratto è un dipinto a olio su tela (100 x65 cm) realizzato nel 1919 dal pittore italiano Amedeo Modigliani.
Il dipinto è conservato presso il Museo d'arte di San Paolo. Proviene dalla collezione di Yolanda Penteado; in precedenza era appartenuto a Riccardo Gualino.
Tra le più celebri opere di Modigliani, è il suo unico autoritratto. Il dipinto fu uno degli ultimi prodotti dell'artista poco prima di morire per l'aggravarsi della tubercolosi associata a un fisico già debilitato.